# Patología dual

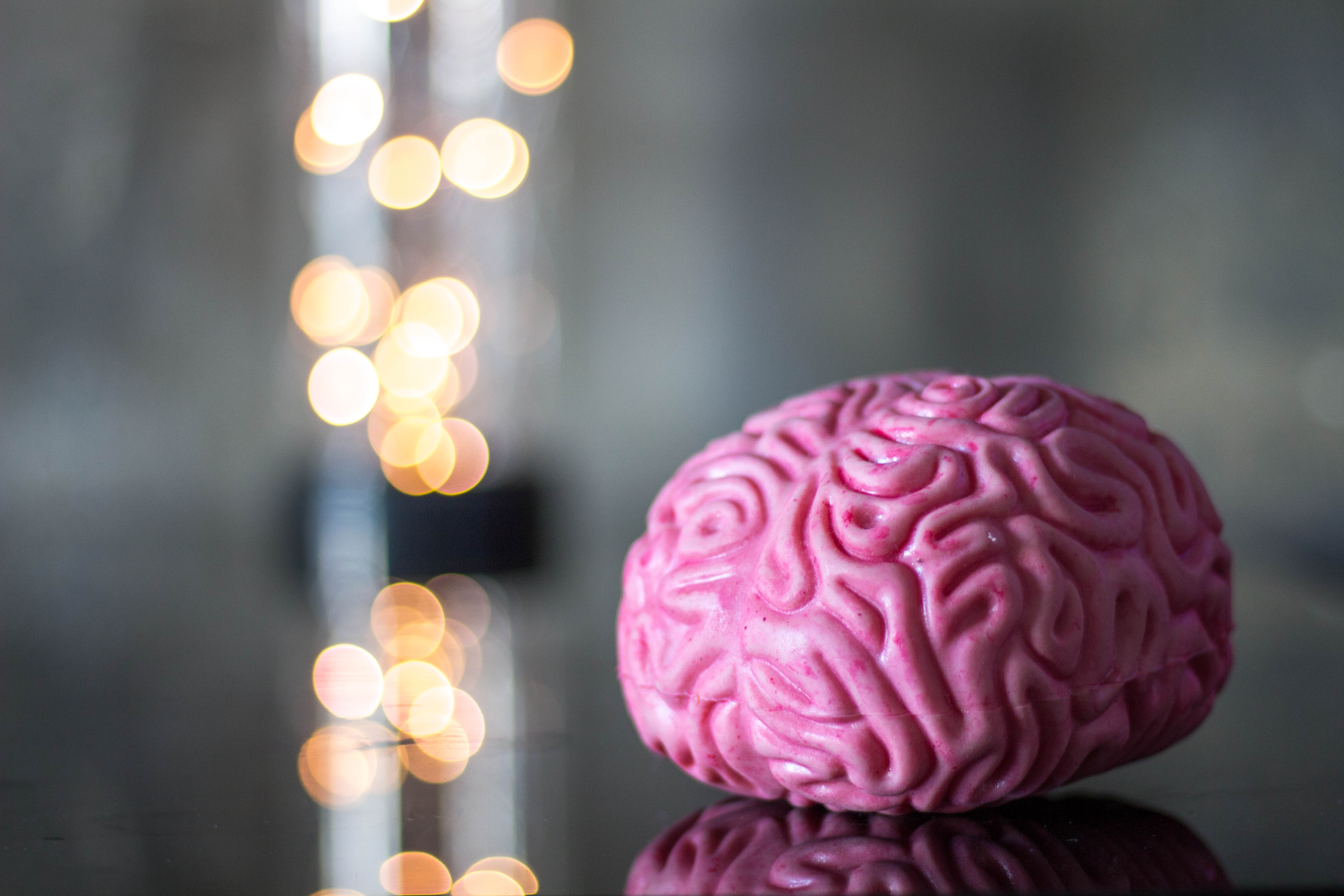

Se denomina patología dual a la convergencia de un trastorno de adicciones y un trastorno psiquiátrico en un individuo. Estos pacientes presentan una mayor gravedad clínicamente y socialmente. Individualmente sufren una marginación, desempleo y más conductas agresivas que los individuos que solo sufren una patología. La patología dual no es situación excepcional ya que tiene un condición epidemiológica considerable. En diferentes estudios se encuentra que predomina la confluencia de esta patología frente a los individuos que padecen únicamente una patología entre un 15-80%. 

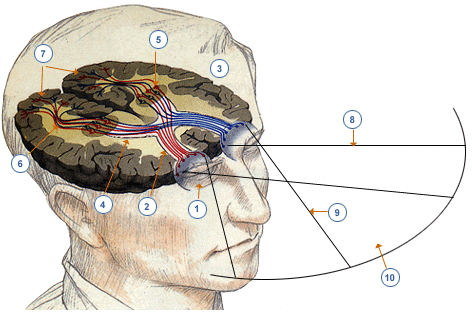

Este extenso rango se produce por diversos factores:
1. Irregularidad de las muestras en las que se ha efectuado el estudio: población general, personas que solicitan el tratamiento, consumidores exentos de servicios asistenciales.
2. Lugar dónde son atendidos, centros de drogodependencias, recursos asistenciales de salud mental, centros penitenciarios...
3. Causas del consumo de sustancias por sus efectos farmacológicos sobre el sistema nervioso central y por su posición legal y asequible para la población, si una sustancia tiene una gran accesibilidad es más posible que la sociedad las pueda consumir.
4. Presencia de VIH.
5. Dificultades diagnósticas. A continuación se describirán.

Existen varias dificultades al identificar una patología dual a causa de los efectos que tienen las sustancias en el sistema nervioso central del individuo, esto muchas veces puede provocar una confusión ya que a veces dichos síntomas se parecen a muchos de los trastornos mentales. Un ejemplo de ello es el insomnio. Otra de las causas es que los trastornos psiquiátricos son síndromes que se diagnostican  a través de unos patrones que tienen alguna validez clínica, en cambio las enfermedades tienen una fisiopatología conocida y unos identificadores biológicos más evidentes.

## Historia
A mediados de la década de 1980, varias iniciativas comenzaron a combinar servicios de salud mental y trastornos por uso de sustancias en un intento de satisfacer esta necesidad. Estos programas trabajaron para cambiar el método de tratamiento para el uso de sustancias de un enfoque de confrontación a uno de apoyo. Aunque los estudios realizados por estas iniciativas no tuvieron grupos de control, sus resultados fueron prometedores y se convirtieron en la base de esfuerzos más rigurosos para estudiar y desarrollar modelos de tratamiento integrado.